# Carex catamarcensis
Carex catamarcensis là một loài thực vật có hoa trong họ Cói. Loài này được C.B.Clarke ex Kük. mô tả khoa học đầu tiên năm 1899.